# Flatbacker
Flatbacker (フラットバッカー) is een voormalige Japanse speedmetalband uit Sapporo, opgericht in 1984.
De groep veranderde hun naam later in E-Z-O en vertrok naar Los Angeles om een meer commerciële kant op te gaan. De stijl van Flatbacker is snel en meedogenloos. Zanger Masaki zong in de periode 1991-2001 ook nog bij heavymetalband Loudness. Drummer Hirotsugu speelde later bij Anthem.

## Bandleden
- Masaki Yamada (zang)
- Shoyo Iida (gitaar)
- Taro Takahashi (basgitaar)
- Hirotsugu "Hiro" Homma (drums)

## Discografie
- 1984 - Minagoroshi Fratvacker (Demo)
- 1985 - Flatbacker Live (Live)
- 1985 - Accident
- 1985 - War Is Over! (VHS)
- 1986 - ESA